# Х-32
Х-32 (кирилична «Х» у назві) — російська крилата ракета класу «повітря-поверхня». Розроблена МКБ «Радуга». Має дальність до 1000 км і швидкість 4-5,4 тис. км/год.
Класифікація типу ракети є складною, оскільки вона, як і її попередниця Х-22, має риси як крилатих ракет: умовно паралельний до землі політ та покладання на підіймальну силу, так і балістичних ракет: пікірування під великим кутом до поверхні з набором значної швидкості та ракетний двигун. Переважно її називають крилатою ракетою, але фактично можна вважати аеробалістичною.

## Історія
Роботи з глибокої модернізації ракети Х-22 почалися наприкінці 80-х років минулого століття, через низьку перешкодозахищеність її РЛС наведення, що працює на фіксованих частотах. При постановці активних перешкод ворогом пуск Х-22 був неможливий.
Державний контракт № 01133 на дослідно-конструкторські роботи (ДКР) на тему «Адаптація» від 19.06.1990. У зв'язку із загальною кризою в країні та недостатньому фінансуванням роботи на тему кілька разів призупиняли.
У 1998 році виконані перші випробування ракети (виріб 9-А-2362) на базі 929-го ГЛІЦ, надалі роботи були припинені через відсутність фінансування у КБ Туполєва на модернізацію літака-носія (Ту-22М).
7 березня 2008 року з ДержМКБ «Райдуга» укладено контракт № 83042 на проведення до 25.11.2011 ДКР «Сонетка» щодо випробування дослідних зразків ракет 9-А-2362 з БЧ ТК-56. ВАТ «Туполєв» мало в рамках ДКР «Адаптація-45.03М» переобладнати для випробувань один стройовий літак Ту-22М3.
На підставі Постанови Уряду Російської Федерації № 1080-31 від грудня 2010 року за держоборонзамовленням на 2011 рік та його плановий період на 2012—2013 роки літак Ту-22М3 борт № 9804 / зав. № 4898649 у рамках робіт з модернізації парку Ту-22М3 було переобладнано дослідним виробництвом ОКБ імені О. М. Туполєва (ДКР «Потенціал») для випробувань ракет класу «повітря-земля» вир. 9-А-2362. Льотні випробування літака з ракетами проводилися наприкінці липня 2013 року. Виконано кілька польотів, у тому числі щонайменше один політ із пусками ракет.
У 2016 році в Корпорації тактичного ракетного озброєння (куди входить МКБ «Райдуга») роботи з виробу тривали. Також було підтверджено, що виріб перебуває у високому ступені технічної готовності.
Наприкінці 2016 року ракета Х-32 офіційно прийнята на озброєння. Заплановано модернізацію 30 літаків Ту-22М3 до Ту-22М3М.
У 2020 році дообладнаний Ту-22М3 у рамках періодичних випробувань виробів на військовому полігоні провів серію пусків крилатих ракет Х-32, які становитимуть основу ударного озброєння бомбардувальника Ту-22М3М. Заявлені бойові характеристики ракет підтверджені, точність попадання — «у кілок». Тестові стрільби були потрібні як для підтвердження характеристик серійних Х-32, так і для підготовки до випробувань ракет з борту нових бомбардувальників Ту-22М3М, а також мали певні дослідні завдання. Обладнання Ту-22М3М максимально уніфіковане з бортовими системами стратегічного бомбардувальника Ту-160М. Х-32 зберегла дещо змінений планер Х-22, в іншому це новий виріб. Ракета отримала модернізований рідинний ракетний двигун з підвищеною тягою, цифрове радіоелектронне обладнання, у тому числі бортовий цифровий обчислювальний комплекс, перешкодно захищену активно-пасивну станцію радіолокації та власні системи радіоелектронної протидії. Максимальна швидкість ракети близька до гіперзвукової та на висотах польоту понад 30 кілометрів становить близько п'яти махів, дальність застосування — 1000 кілометрів.

## Конструкція
Основні відмінності від Х-22:
- ракета Х-32 виконана в корпусі Х-22 з іншим потужнішим двигуном, при цьому їхні геометричні розміри ідентичні. За рахунок зменшення бойової частини збільшено обсяг баків.
- встановлено нову завадозахищену радіолокаційно-інерційну систему наведення з радіокомандною корекцією та прив'язкою до рельєфу місцевості (від радіовисотоміра 20A10).
- замість автопілота встановлена система автоматичного керування.

### Принцип роботи
Після відчеплення від літака-носія на висоті від 1 до 13 км ракета вмикає двигун та має вийти на висоту 40 км. Горизонтальний політ на максимальній висоті має тривати до виходу у район цілі, після цього ракета завершує наведення на вказаний об'єкт і переходить в пікірування.

### Засоби прориву ПРО
Військовий, російський, експерт, доктор військових наук Костянтин Сивков вважає, що X-32 має сильні засоби прориву ПРО класу Aegis, оснащеної ракетами Standard Missile 6, оскільки:
- Х-32 летить до цілі зі стелею близько 40 кілометрів, що вище висоти дії найдосконалішої корабельної ПРО США на 7 км;
- X-32 на завершальній ділянці атакує ціль у крутому пікіруванні (стандартний засіб прориву ПРО проти багатьох РЛС, які не включають у свій кут огляду об'єкти прямо над собою);
- багаточастотна РЛС у X-32 має підвищену стійкість до сучасних засобів РЕБ.

## Тактико-технічні характеристики
|                                 | Х-32 |
| ------------------------------- | --- |
| Стартова маса, кг               | 5 780 |
| Діаметр корпусу, м              | 0,92 |
| Розмах крила, м                 | 3 |
| Довжина, м                      | 11,65 |
| Швидкість                       | 3,5-4,6 Маха (від 4000 до 5400 кілометрів на годину або 1,1-1,5 км/с)                                                                 |
| Дальність пуску, км             | 600 – 1000 |
| Висота пуску, км                | від 1 до 13 |
| Висота польоту, км              | 30 - 40 (?) |
| Висота застосування, км         | максимальна 40 (пікірування на ціль)                                                                                                  |
| Система наведення               | Інерціальна + АРЛГСН |
| Дальність захоплення РЛС ГСН    | 200—300 км (при пуску з більшої дальності потрібна зовнішня цілевказівка про приблизний район наявності цілі до захоплення цілі ГСН). |
| Тип БЧ                          | спеціальна/фугасно-кумулятивна |
| Маса БЧ, кг                     | 500 (?) |
| Двигун                          | 2-камерний 2-режимний РРД |
| Літак-носій / кількість на борт | Ту-22М3М / до 3 |

## Бойове застосування

### Російсько-українська війна
Російські військові застосовували Х-32 під час повномасштабної агресії проти України. Завдали удар в ніч на 6 травня 2022 р. по Краматорську з Ту-22М3 випустивши 8 крилатих ракет.
За словами керівниці об'єднаного пресцентру Оперативного командування «Південь» Наталії Гуменюк станом на липень 2023 року Росія модернізувала понад сотню ракет Х-22 до рівня Х-32. Зокрема, їх було використано для обстрілів Одеси у 20-х числах липня 2023 року.
У жовтні 2023 року міноборони країни-окупанта поставило завдання інженерам модернізувати крилаті ракети касетним блоком.
4 січня 2024 року Центр національного спротиву, створений Силами спецоперацій України повідомив, що російські окупанти планують обладнати високошвидкісні крилаті ракети X-32 касетними боєприпасами для ударів по Україні. Було зазначено, що є докази намірів окупантів обладнати крилаті ракети X-32 касетними боєприпасами.
|  | Небайдужі надали ЦНС документи Дубненського машинобудівного заводу (Московська область), на якому окупанти виготовляють ракети для подальших обстрілів цивільної інфраструктури України, — ЦНС. |

Центр національного спротиву також уточнив, що під час ударів по Україні випадків застосування окупантами ракет Х-32 з касетною боєголовкою поки не зафіксовано.

## Оператори
- Росія - 150 ракет Х-22/Х-32 (станом на 6 листопада 2023 р.)[12]